# Tifoseria della Pistoiese Football Club
In questa voce sono riportate informazioni relative alla storia ed evoluzione della tifoseria della Pistoiese Football Club, società calcistica italiana con sede a Pistoia.

## Contesto
La Curva Nord coperta è la sede storica del tifo arancione, e venne costruita nell'anno della promozione in Serie A (stagione 1979-1980), durante la gestione del presidente Melani.

## Tifoseria organizzata
Il primo gruppo ultras a Pistoia nasce nel 1976, con gli Ultras Pistoia. Nel 1982 nascono le Brigati Arancioni, gruppo Ultras più importante mai esistito a Pistoia. I gruppi organizzati principali erano le Brigate Arancioni (attive dal 1982 al 1999) ed il Club 82 (attivo dal 1975 al 2003). Le Brigate Arancioni si sciolsero nel 1999, dopo la trasferta di Montevarchi, quando dopo la partita alcuni massimi esponenti del gruppo riuscirono a salire sul bus della squadra, che venne attaccata verbalmente e fisicamente per lo scarso impegno messo in campo. La gogna pubblica, le diffide e i diverbi all'interno del gruppo portarono allo scioglimento delle storiche Brigate Arancioni. Successivamente, nacquero i gruppi degli Ultras Pistoia (attivi dal 1999), composti dalle nuove generazioni e che prese il comando della Curva Nord dopo le brigate, i 1982 (attivi dal 1999) formato dal direttivo delle Brigate Arancioni che inizialmente uscirono dalla Curva Nord per piazzarsi in gradinata, per poi tornare in Curva Nord dopo 7 anni, Le Vecchie Brigate (dal 1995), i Barba Group, i Balordi, il Ceppa Clan, le Menti Perdute e i Tipi Loschi (attivi negli anni 90 fino agli inizi del 2000). Dagli anni 2000, poi, nacquero gli Ultima Guardia (attivi dal 2007 al 2013) e Curva Nord 1921 (attivo dal 2013 al 2016). Colpa di fallimenti, risultati poco appaganti e gestione societaria scadente degli ultimi venti anni il movimento Ultras a Pistoia si è ristretto ma non ha fermato la voglia di tifare e adesso il gruppo portante della curva nord è MilleNovecentoVentuno, seguito dagli storici 1982, Tutt'intinti, 21Aprile e Only Orange.

### Cronologia
1976 - Nascita di Ultras Pistoia
1982 - Nascita di Brigate Arancioni
1982 - Scioglimento di Ultras Pistoia
1999 - Scioglimento di Brigate Arancioni
1999 - Nascita dei 1982

## Gemellaggi e rivalità

### Gemellaggi e amicizie
- Modena (fino al 2007)
- Siena (dal 1987)
- Venezia (dal 1996)
- Vis Pesaro (dal 1992)

La tifoseria arancione è gemellata con quelle del Venezia e della Vis Pesaro. In passato c'era un legame con la curva del Siena e con il Modena, interrotti mantenendo rispetto reciproco. 

### Rivalità
Vengono considerate tifoserie rivali quelle del Prato, della Lucchese, del Pisa, del Como, del Varese, del Piacenza, dell'Empoli, del Brescia, del Mantova, del Cesena, del Rimini, del Bologna, del Ravenna, del Padova, del Treviso, del Pescara, del Giulianova, dello Spezia, del Montevarchi, del Viareggio, della Massese, del Napoli dell'Arezzo e del Lecco.